# Érdujhelyi Menyhért
Érdújhelyi Menyhért, születési nevén Ellinger Menyhért (Zenta, 1860. január 4. – USA, 1912. október) római katolikus lelkész, történetíró.

## Életpályája
1860. január 4-én született Zentán. Tanulmányait Szegeden, majd Kalocsán végezte, ott szentelték pappá 1882-ben. Adán lett segédlelkész, majd 1894-ben Kiskőrösön, 1897-ben Zentán kapott plébániát. 1908-ban kivándorolt az USA-ba, és haláláig, 1912 októberéig ott lelkészkedett.

## Munkássága
Elsősorban történeti munkákat írt. 1893-ban szerkesztette a Katolikus Hitoktatás című folyóiratot.

## Főbb munkái
- Péter és Bánk bán összeesküvése, Újvidék, 1893
- Újvidék története, Újvidék, 1894 (német és szerb nyelven is)
- A közjegyzőség és hiteleshelyek története Magyarországon, Budapest, 1899
- A kalocsai érsekség a renaissance-korban Archiválva 2018. november 26-i dátummal a Wayback Machine-ben, Zenta, 1899
- A katholikus hitelemzés története Magyarországon, Zenta, 1906[1]